# 市川讃歌
市川讃歌（いちかわさんか）は、宗左近作詞、三善晃作曲の楽曲である。
市川市にはもともと『市川市歌』があったが、1949年に制定された『市川市歌』は時代の変化とともに内容が実情に合わなくなってきた。そこで、21世紀に向けて市民に親しまれる新しい歌を求めて市川讃歌制作市民委員会の要請により、1999年に『市川讃歌』が作曲された。宗左近によると「人・宇宙・透明感などを歌ったもの」であるという。また、『月刊いちかわ』1999年10月号は「万葉集に詠われた＜手児奈＞と若者の熱愛をイメージ」したものとしている。
1999年11月3日の市川市制65周年記念音楽祭で初披露された。
ただし、「独特な歌詞」については必ずしも肯定的に評価されているわけではない。産婦人科医の河野美代子は「とがりはじめる少女の乳首」は中学生か小学校高学年であろうと分析したうえで、手児奈を歌にするのに少女の乳首というワードを選択する必要があるのかと問題視している
。